# 沃尔姆斯宗教协定

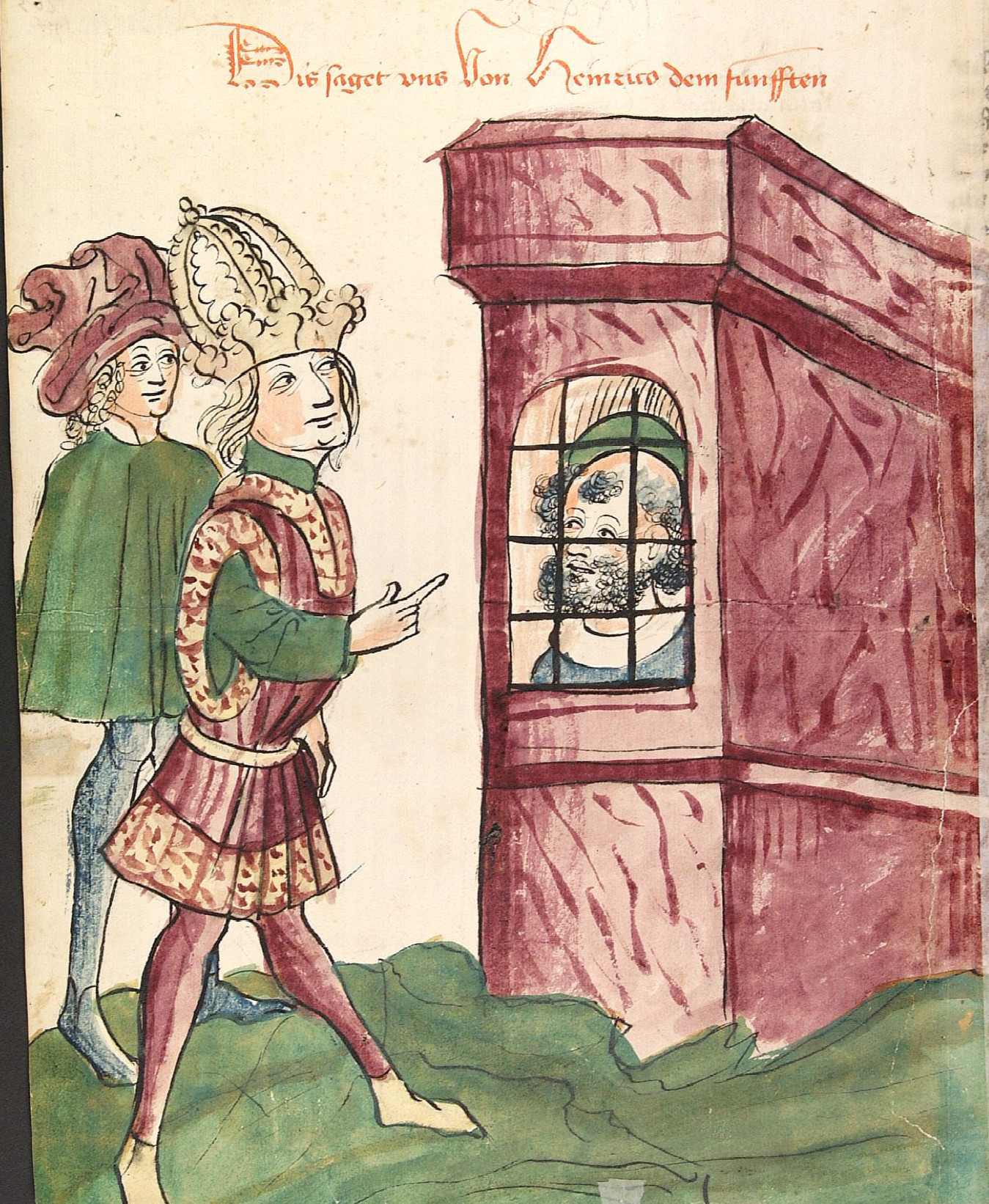
神圣罗马帝国皇帝亨利五世与教宗嘉禮二世于1122年达成协议，史称沃姆斯协约

沃尔姆斯宗教协定（拉丁語：Concordatum Wormatiense，有时被宗座历史学家称为），是教宗嘉禮二世与神圣罗马帝国皇帝亨利五世于1122年9月23日于沃姆斯城附近达成的协议。
它结束了教宗与神圣罗马帝国皇帝权力斗争的第一阶段。日后在威斯特伐利亚和约（1648年）中确定的主权概念可以追溯到此協議。国王被承认在其统治区内享有以世俗权威（by the lance，通过矛）而非神圣权威（by ring and staff，通过权戒和牧杖）叙任主教之权利；结果是主教们在尘世间要同时效忠教宗和国王，因为他们有义务确认最高统治者的权利以要求其提供军事支持。之前的神圣罗马帝国皇帝们认为任命教宗及其他教会官员（例如主教）是由天主授予他们的权利。
叙任权斗争的一个结果是确认了一项系于主权国家领土的专有权利，即确认国王对空位教区领地的收入的权利以及合理税收之基础。教宗跃升为一位高于并且外在于神圣罗马帝国皇帝的直接控制的人物。
随着郎培·斯坎納貝基（Lamberto Scannabecchi，即后来的教宗何诺二世）以及1121年舉行的维尔茨堡议会（Diet of Würzburg）的努力，教宗加理多二世和亨利五世於1122年达成了有效终止叙任权斗争的协议。根据该协议，德国的主教和隐修院院牧的选举将在皇帝驾前举行。不過加理多二世否定了皇帝擁有掌控主教或隐修院院牧选举的权利。
皇帝重申了赐予主教们权戒及牧杖——他们的精神权力之象征——的权利，并保护主教座堂或隐修院进行的选举以及自由的祝圣。双方以相互给予和平作结。第一次拉特朗公會議于1123年确认该协约。
沃姆斯协约是由许多位教宗推行的更大规模的改革的一部分，这些教宗中最有名的当数教宗额我略七世。这些改革包括圣职人员独身制、贩卖圣事的结束以及教会摆脱世俗领袖（被称为世俗叙任（英語：lay investiture））而自治。

## 额我略改革

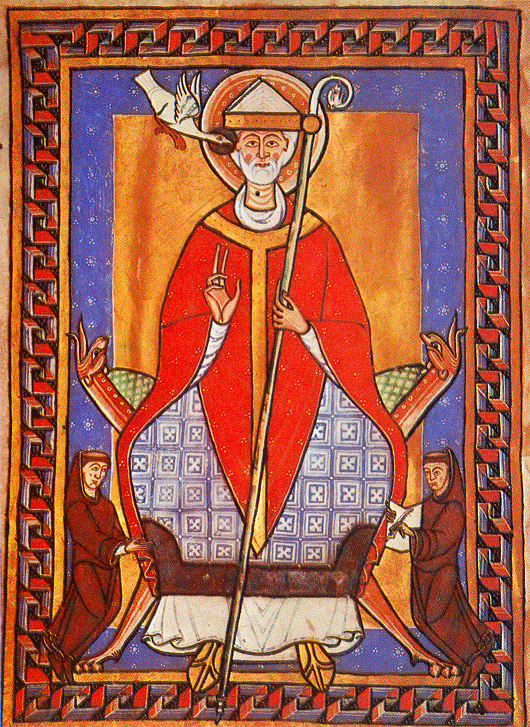
教宗额我略七世开始了导致沃姆斯协约的改革

## 亨利四世

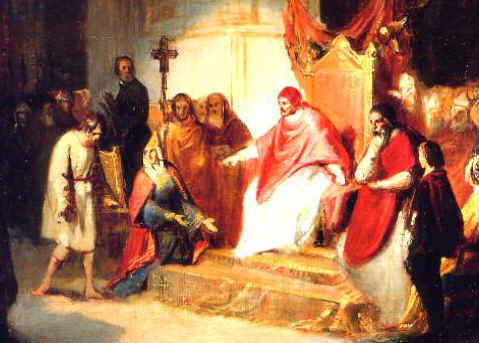
1077年，亨利四世在卡諾莎的瑪蒂爾達的城堡乞求教宗额我略七世的宽恕

教宗额我略七世于1075年簽署《教宗訓令》，訓令中強烈譴責“平信徒授衣礼”，國王亨利四世堅持保留任命主教的權力，雙方爭執的根源在於皇帝或國王是否享有和教宗一樣任命主教的權力。额我略七世在隔年對亨利施以絕罰，并解除了帝國臣民對其的效忠誓言。絕罰令給了亨利的反對者以可乘之機，他們可以採取公開叛亂的方式反對前者。面對越來越強的反對勢力，亨利不得不前往托斯卡納女藩侯瑪蒂爾達的卡諾莎城堡向教宗悔罪，以得到寬恕和赦免。额我略起初懷疑亨利的舉動，並不相信其真心悔過。亨利身穿悔罪者服飾光腳赤足連續三天站在冰天雪地的城堡外，最終，额我略撤銷了對亨利的絕罰令。

## 亨利五世

公元1300年之前的神聖羅馬帝國皇帝旗幟

亨利四世的统治以王权的削弱和王国的内战而结束，整个帝国境内充斥着无休止的叛乱和内战。亨利所扶持的對立教宗克雷芒三世最初被部分诸侯和大部分主教所拥戴，但在多年后，拥戴对立教宗的支持者大为减少。国王任命教宗的做法只会使自己的名声和信用败坏，在那个时代已经不符合历史的潮流，奥托王朝的国王和皇帝的手法在亨利四世的时代已不合时宜。
亨利五世被描述为冷酷、狡猾、无道德原则。他意识到必须迅速采取措施改变父亲的政治策略，并以武力推翻其父取而代之。教宗帕斯卡爾二世谴责亨利擅自任命德意志地区的主教，亨利随即率军在1111年横跨阿尔卑斯山进军罗马作为回应。面对咄咄逼人的亨利，帕斯卡尔二世孤立无援，被迫寻求妥协。随后，亨利取得了對德意志教会领地的掌控，但是教会擺脫世俗王权的控制是不可扭转的趋势。国王掌控了教会的财产后，亨利获得了其父所失去的一切，教宗加冕亨利为罗马帝国皇帝。亨利随后拘捕了教宗和全体枢机主教，直到圣座承认皇帝有授权任命主教的权利。之后，亨利以胜利者的姿态返回德意志。
亨利的胜利与其父一样短暂，教会人员强烈要求帕斯卡尔二世撤销之前的协定。正如先前一样，亨利遭到绝罚，暴乱充斥着德意志，亨利拥立对立教宗格里高利八世，忠于教宗的贵族站在皇帝的对立面。和亨利四世时期一样，内战在德意志重新爆发，之后持续了十年。和父亲所面临同样的困境，亨利不得不面对王权的削弱。皇帝除了放弃主教任免权和私自任命教宗的做法已经无从选择。在此背景下，沃尔姆斯宗教协定应运而生。自此之后，国王和皇帝再也不能像奥托王朝的皇帝那样握有对教会的绝对控制权。
1125年，亨利五世去世。由于生前无子女，亨利的外甥士瓦本公爵腓特烈二世·冯·斯陶芬被皇帝在生前确立为继承人。在随后的国王选举中，教宗党推举萨克森公爵洛泰尔为罗马人民的国王，新一轮内战在斯陶芬家族和洛泰尔二世及其继承人之间展开。内战最终以腓特烈·巴巴罗萨继承王位结束。

## 自由宪章

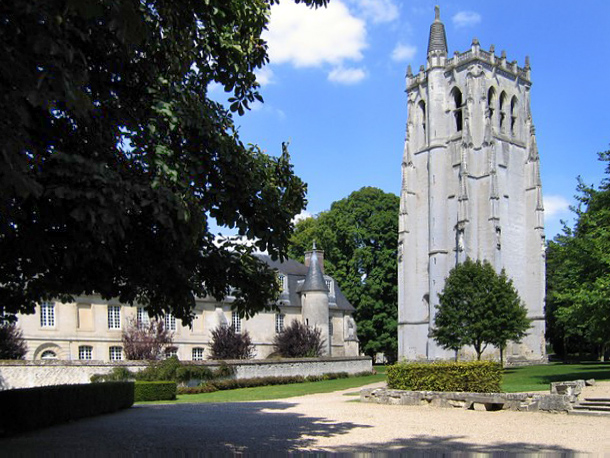
The agreement reached at Bec Abbey in 1107 was essentially the same as the Concordat of Worms.

英格兰国王亨利一世在1100年所发布的《自由宪章》被认为是沃尔姆斯宗教协定的先兆，亨利一世为征服者威廉之子，经过一系列政治斗争后，亨利成为英格兰国王。但其统治基础极其不稳，主要面临三大问题：前任国王威廉二世与教会的恶劣关系，尤其是与坎特伯雷大主教安瑟莫发生了激烈的争吵；英格兰贵族不认可亨利为国王；盎格鲁撒克逊人视其为侵略者。面对众多不利因素，亨利一反前任所为，积极修复和教会、安瑟伦的关系。然后，迎娶蘇格蘭國王馬爾科姆三世之女伊迪絲，伊迪丝的母亲是盎格鲁撒克逊王族成员。亨利于1100年签署和发布自由宪章，给予贵族同教会一样的特权，自由宪章在本质上和沃尔姆斯宗教协定如出一辙。

## 1107年伦敦协约
伦敦协约（1107年）提示了一个后被沃姆斯协约采纳的妥协。在英格兰，如同在德国，教会与国家的冲突频发。国王对教长之世俗和宗教权力的衡平之区别被创造出来。利用这一区别，亨利一世放弃了其对其主教们和隐修院院牧们的叙任之权，而保留了要求他们来并为教會財產（与主教职位挂钩的地产）宣誓效忠的传统，主教在如世俗封臣一般于commendatio典礼即讚譽典禮（commendation ceremony）上已宣誓效忠并其封臣身分后，即可直接从国王手中获得教会财产。这一封臣系统并未如在法国一般被在英格兰大的地方领主间进行划分，因为由于诺曼征服国王执掌权力。
亨利认识到依赖经院学者做衡平法官之危险，并迅速转而依靠世俗学者（他们自然仅具有次要的圣职）且酬予这些人以国王自己提供的主教和隐修院院牧头衔。亨利扩张了兵役免除税系统以降低君主制对仰赖教会土地之军需供应的骑士的依赖。不像德国的情形一般，英格兰短暂的叙任权斗争之结果是国王的世俗权力获得加强。台面下的勾心斗角将继续。在亨利二世时期的托马斯·贝克特事件中，在1217年大憲章中，在永久管業條例（Statutes of Mortmain）中以及在亨利七世使用采邑授與得益人的斗争中，以及最后在亨利八世时到了头，冲突浮上台面。

## 沃姆斯协约的后果

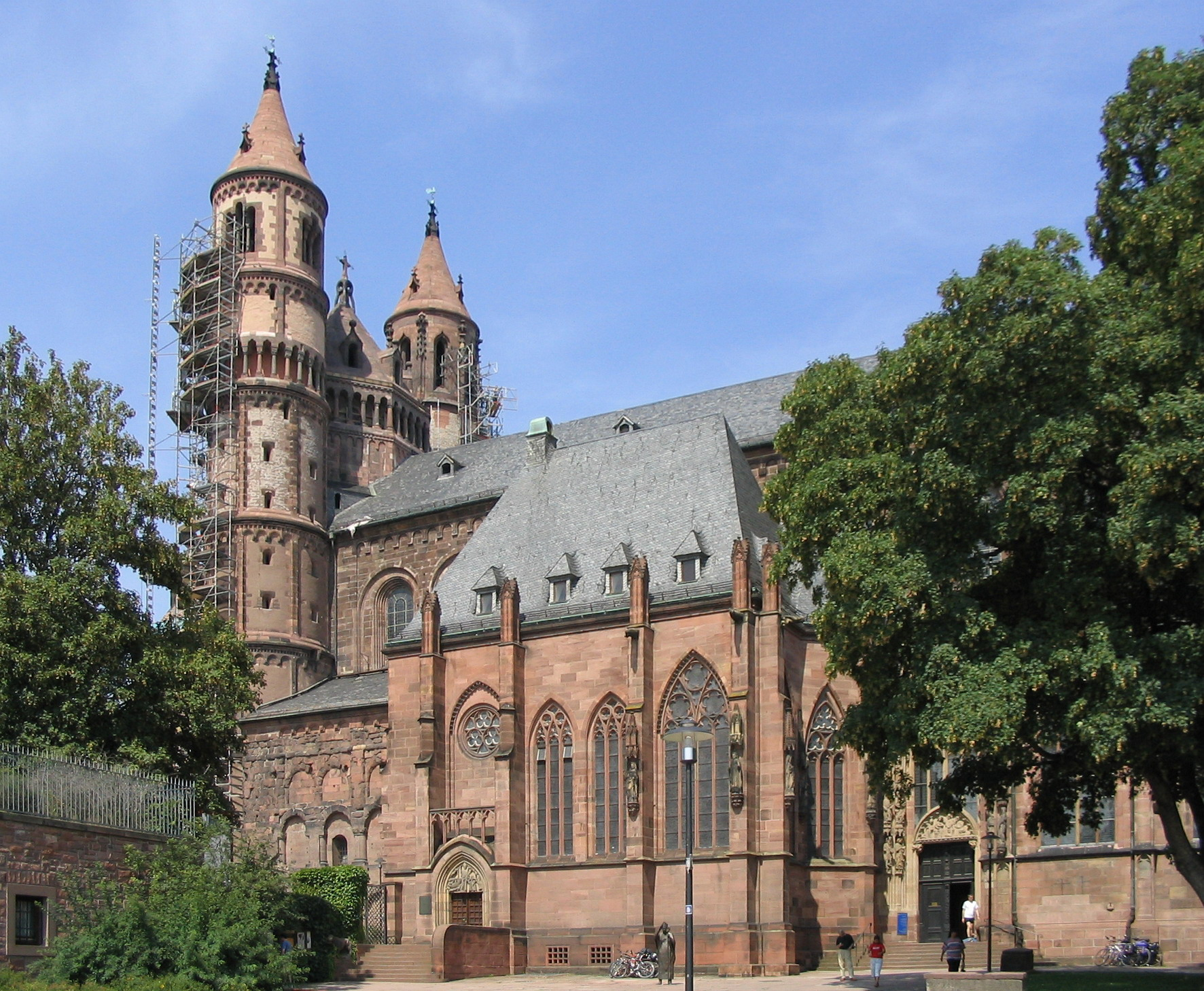
沃姆斯协约于1122年在此颁布之际，沃尔姆斯主教座堂（Cathedral of Worms）尚在修建中

### 引用
1. ↑  de Mesquita 2000: his thesis briefly expressed at the outset, is that "the development of important institutions of the modern sovereign state are partially an endogenous product of strategic maneuvering between the Catholic Church and European kings over political control within their domains" （p. 93）.
2. ↑  de Mesquita（2000年），第95页

### 书目
- de Mesquita, Bruce Bue. . International Studies Review. Summer 2000, 2 (2): 93–118. JSTOR 3186429. doi:10.1111/1521-9488.00206.
- Le Goff, Jacques Medieval Civilization 400-1500 Barnes and Noble, New York, 1964
- Reynolds, Susan Fiefs and Vassals, The Medieval Evidence Reinterpreted, Oxford University Press, 1994
- Davis, R. H. C. “A History of Medieval Europe, From Constantine to Saint Louis”, Longmans, Ninth Printing, 1966
- Dahmus, Joseph, The Middle Ages, A Popular History, Doubleday & Company, Inc. Garden City, New York, 1968
- Cantor, Norman F., Medieval History, The Life and Death of a Civilization, The Macmillan Company, Collier-Macmillian Limited, London, Second Printing, 1969
- Strayer, Joseph R., The Middle Ages, 395-1500, Fourth Edition, Appleton-Century-Crofts, Inc.  1959
- Jordan, William Chester, Europe in the High Middle Ages, （Penguin History of Europe）, Viking Press, 2001
- Thorndike, Lynn The History of Medieval Europe, Houghton Mifflin Co. 1956